# Geschützter Landschaftsbestandteil Waldstück mit Doline Bredde

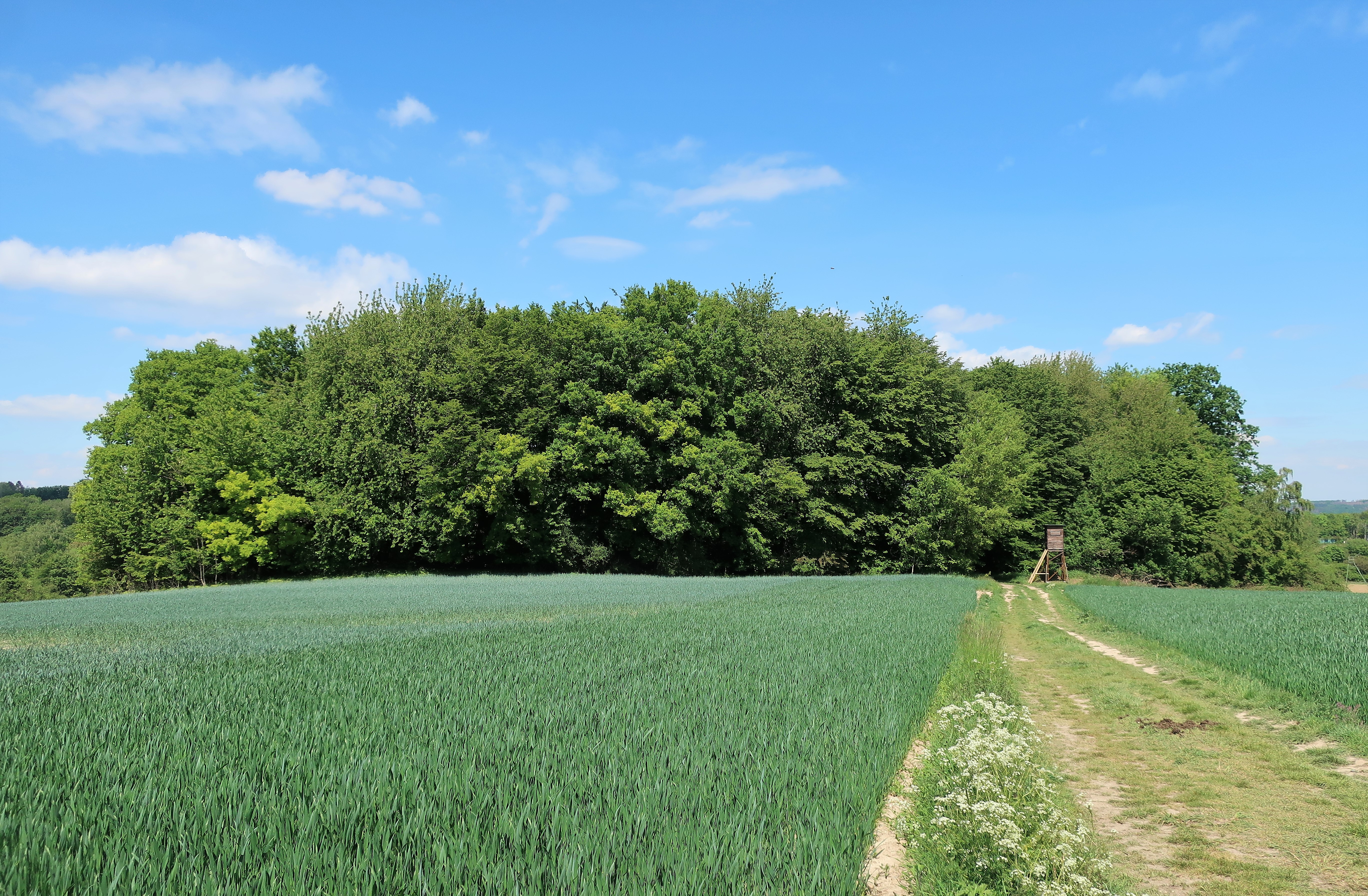
Geschützter Landschaftsbestandteil Waldstück mit Doline Bredde

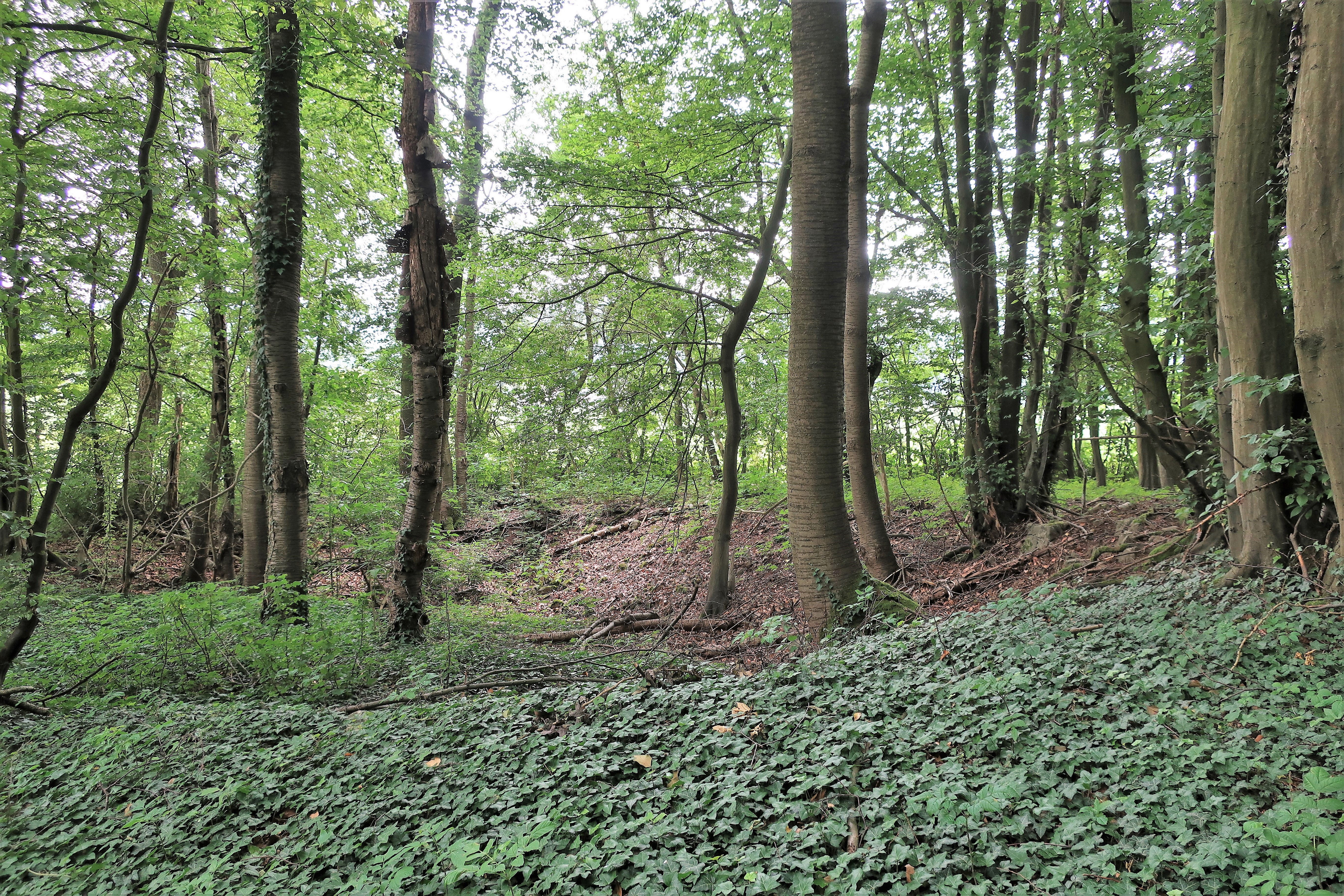
Waldstück mit Doline Bredde

Der Geschützte Landschaftsbestandteil Waldstück mit Doline Bredde mit einer Flächengröße von 0,43 ha liegt auf dem Gebiet der kreisfreien Stadt Hagen in Nordrhein-Westfalen. Der LB wurde 1994 mit dem Landschaftsplan der Stadt Hagen vom Hagener Stadtrat ausgewiesen.

## Beschreibung
Beschreibung im Landschaftsplan: „Der Landschaftsbestandteil liegt südwestlich von Holthausen inmitten einer landwirtschaftlich genutzten Fläche (Wiese und Acker). Es handelt sich um einen ehemals als Niederwald bewirtschafteten Laubwaldbestand mit Lesesteinhaufen und viel Totholz. Am südöstlichen Ende schließt eine Doline über Massenkalk des Oberen Mitteldevons an, die verfüllt wurde.“

## Schutzzweck
Laut Landschaftsplan erfolgte die Ausweisung „zur Sicherung der Leistungsfähigkeit des Naturhaushalts durch Erhalt eines strukturreichen Gehölzbestandes als Nist-, Brut-, Nahrungs- und Rückzugsbiotop insbesondere für Vögel, Reptilien und Kleinsäuger in intensiv landwirtschaftlich genutzten Gebieten und zur Gliederung, Belebung und Pflege des Landschaftsbildes durch Sicherung eines landschaftsbildprägenden Gehölzbestandes auf geologisch schützenswerter Struktur.“